# Samir Kamouna
Samir Ibrahim Kamouna (in arabo سمير كمونة‎?; Il Cairo, 2 aprile 1972) è un ex calciatore egiziano, di ruolo difensore.

## Carriera

### Club
Ha espletato la quasi totalità della sua carriera in club egiziani.
Ha avuto due esperienze in Europa, prima per una stagione coi tedeschi del Kaiserslautern, poi per due anni coi turchi del Bursaspor.

### Nazionale
Con la Nazionale egiziana ha partecipato a due edizioni della Coppa d'Africa 
nel 1996 e poi nel 1998 quando vinse il trofeo.
Partecipò anche alla FIFA Confederations Cup 1999. Ha totalizzato 36 presenze e 8 reti in Nazionale.

## Palmarès
- Coppa d'Africa: 1

1998